# أجلح وأملح (مسلسل)
أجلح وأملح، مسلسل تلفزيوني فكاهي كويتي. قام ببطولته عبد الحسين عبد الرضا ومحمد المنصور ومجموعة أخرى من الفنانين.

## قصة المسلسل
تدور أحداث المسلسل حول الأخوين «أجلح» و«أملح» وبحثهم عن عمل دون جدوى، ويتعرضون للكثير من المواقف الصعبة التي تعرقل مسيرتهم.